# Aleksandr Ponomarenko
Aleksandr Anatol'evič Ponomarenko (in russo  Александр Анатольевич Пономаре́нко?; Belogorsk, 27 ottobre 1964) è un imprenditore russo-cipriota, miliardario. Ha fatto la sua fortuna in banche, porti commerciali, immobili commerciali e costruzione di aeroporti.
Secondo Forbes, nel 2022 il suo patrimonio netto era stimato in 3,3 miliardi di dollari.

## Biografia
Aleksandr Ponomarenko è nato nell'ottobre 1964 in Crimea, presso Belogorsk, nell'Ucraina sovietica. Ha conseguito una laurea presso l'università statale di Sinferopoli, seguita da un master presso l'accademia statale russa di gestione aziendale.
Dal 1983 al 1985 Ponomarenko prestò servizio nelle divisioni aviotrasportate delle forze armate. Alla fine degli anni '80, era il campione di boxe junior dell'Ucraina.
Ponomarenko ha lavorato per gran parte della sua carriera con il collega (anche lui diventato miliardario) Aleksandr Skorobogatko. Alla fine degli anni '80, il duo ha fondato un'impresa in Crimea specializzata in prodotti di profumeria e materiali da costruzione. Quindi si sono trasferiti a Mosca e hanno fondato la banca generale russa nel 1996. Nel 2006, secondo Vedomosti, la banca è stata venduta alla OTP Bank ungherese per 477 milioni di dollari.
Dopo la crisi finanziaria del 1998, hanno entrambi iniziato ad acquistare azioni di compagnie cargo che alla fine si sono unite per formare il porto marittimo commerciale di Novorossijsk (NCSP), che è diventato il più grande porto marittimo della Russia. Nel 2004 Ponomarenko è stato nominato Presidente dell'NCSP.
Nel 2007, NCSP ha avuto la sua offerta pubblica iniziale, quotando il 19,3% del capitale totale alla Borsa di Londra per 955 milioni di dollari. All'inizio del 2011, la quota di maggioranza di NCSP è stata venduta a Summa Capital e Transneft per 2,5 miliardi di dollari.
Ponomarenko e Skorobogatko hanno investito una parte significativa dei fondi ottenuti dalla vendita di NCSP per formare la società TPS Real Estate in modo da investire nella costruzione e gestione di complessi commerciali e di intrattenimento. Nel 2013, questo fondo, agendo nell'interesse delle famiglie di Ponomarenko e Skorobogatko, ha fondato TPS Avia Holding per investire nello sviluppo delle infrastrutture dell'aeroporto internazionale Šeremet'evo di Mosca. Nel 2013, la società ha vinto una gara per lo sviluppo di un nuovo terminal merci presso l'aeroporto. Ponomarenko è entrato a far parte del consiglio di amministrazione dell'aeroporto internazionale JSC Šeremet'evo nel 2015 ed è stato eletto presidente nel 2016.
Nel 2016, TPS Avia si è assicurata il 68% del capitale dell'aeroporto Šeremet'evo si è impegnata a investire 840 milioni di dollari per aggiornare ed espandere le infrastrutture aeroportuali.
Nel settembre 2021, Aleksandr Ponomarenko è stato inserito per la terza volta consecutiva nell'elenco di Kommersant dei migliori leader aziendali in Russia. È tra i 47 leader aziendali all'interno di un elenco dei primi 1 000 manager del paese scelti da un comitato di esperti dell'associazione dei dirigenti d'azienda russi. Ponomarenko era già entrato nella lista nel 2019. Si è classificato al 31º posto nell'elenco di Forbes dei "200 uomini d'affari più ricchi della Russia" nel 2020.
Il 28 febbraio 2022, in relazione all'invasione russa dell'Ucraina nel 2022, l'Unione europea ha inserito Ponomarenko nella lista nera e tutti i suoi beni sono stati congelati. Il 1º marzo 2022, Ponomarenko ha rassegnato le dimissioni dal presidente del consiglio di amministrazione dell'aeroporto di Šeremet'evo.

## Vita privata
Ponomarenko è sposato, ha tre figli e vive a Mosca.
Nel 2011 Ponomarenko ha acquistato un "palazzo presumibilmente costruito per il beneficio privato del presidente russo Vladimir Putin", ora noto come Palazzo di Putin. Al momento dell'acquisto, Ponomarenko affermò di aver rilevato il palazzo come investimento e prevedeva di adibirlo a complesso alberghiero.  Ha detto di averlo acquistato a basso prezzo a causa dello scandalo che lo circonda e che il valore del complesso potrebbe salire fino a 350 milioni di dollari una volta completato il progetto. Suoi portavoci hanno detto a Forbes nel 2021 che Ponomarenko si era ritirato dal progetto nel 2016.
Nel 2017, è stato riportato su The Guardian che Ponomarenko aveva acquisito la cittadinanza cipriota nel 2016 in cambio di investimenti.